# KkStB 306
Die Dampflokomotivreihe kkStB 306 war eine Schnellzug-Schlepptenderlokomotivreihe der k.k. österreichischen Staatsbahnen (kkStB) und der Südbahn.

## Geschichte

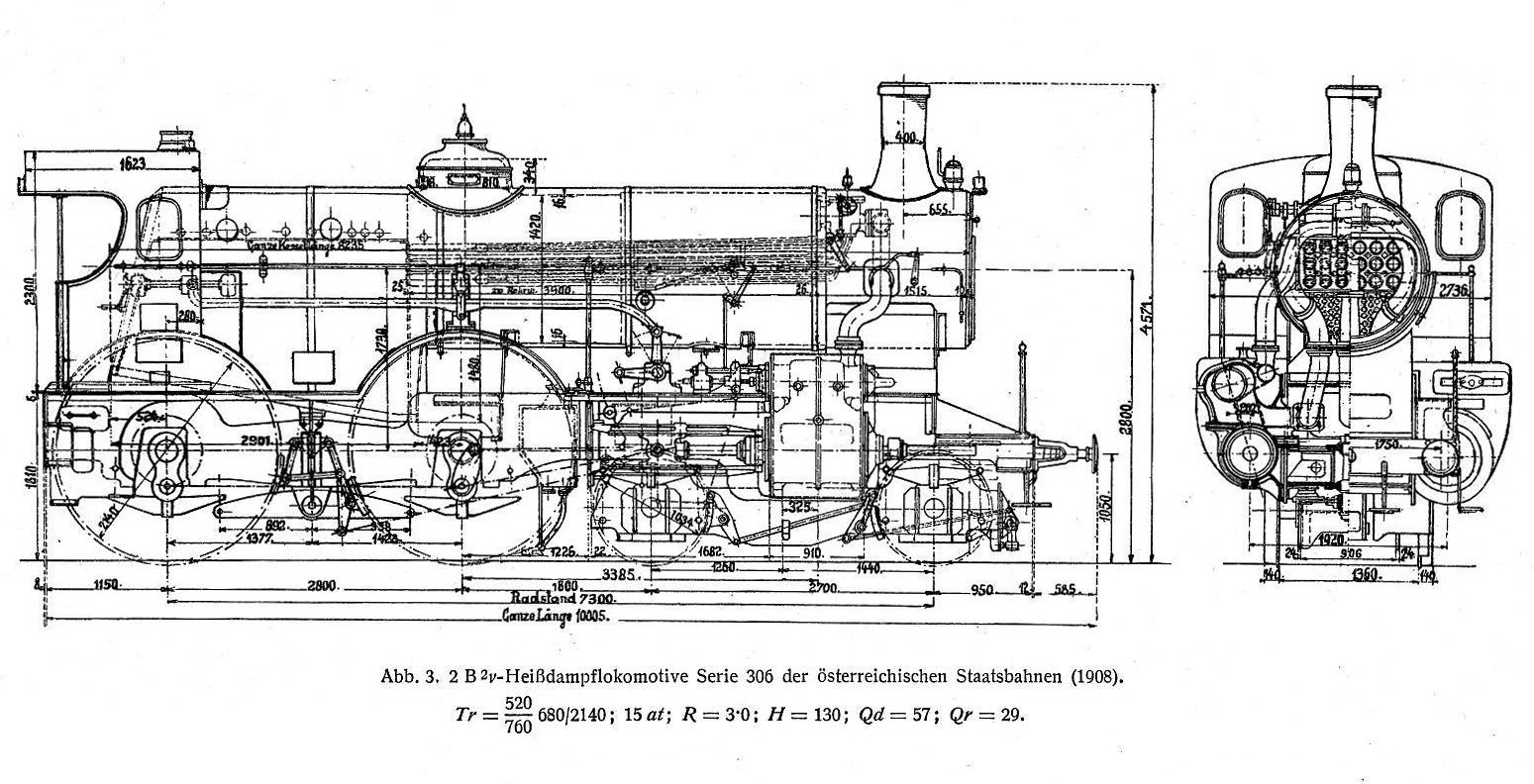
Werkzeichnung der Reihe 306

Da mittlerweile die Heißdampflokomotiven Serienreife erlangt hatten, wollte sich auch die kkStB die wirtschaftlichen Vorteile dieses Systems zunutze machen.
Karl Gölsdorf konstruierte daher auf Basis der Reihe 206 eine Heißdampfvariante.
Im Unterschied zu den preußischen Vorbildern begnügte er sich aber nicht mit einer Zwillingsmaschine, sondern wählte eine Heißdampfverbundvariante.
Die Überhitzerfläche war vergleichsweise klein, was aber nicht darauf zurückzuführen war, dass Gölsdorf wenig Vertrauen in die neue Technik hatte, sondern darauf, dass höhere Temperaturen Schmieröle bedingt hätten, die dann teuer aus dem Ausland eingeführt hätten werden müssen.
Allerdings erhöhte er den Kesseldruck auf 15 kp/cm², womit er nicht nur die Reihe 206 mit 13, sondern auch die preußischen Heißdampflokomotiven mit zwölf kp/cm² weit übertraf.
Die Leistung und die Kohleersparnis von 18 % waren durchaus erfreulich, allerdings war die Zeit der zweifach gekuppelten Schnellzuglokomotiven bereits abgelaufen.
Um die schweren Schnellzüge jener Zeit in Bewegung zu setzen, bedurfte es dreifach gekuppelter Maschinen.
Insgesamt wurden nur drei Stück von der Lokomotivfabrik der StEG geliefert.
Eine war in Linz stationiert, die anderen beiden in Wien Nordwest.
Zu ihren herausragenden Leistungen zählte die Beförderung des Hofzuges des österreichischen Kaiserhauses, für den sie natürlich stark genug war.
Alle drei Maschinen wurden 1938 von der Deutschen Reichsbahn übernommen und als 13.201–203 bezeichnet, aber bald in Heiz- und Waschanlagen umgebaut.
Als solche kam nach Kriegsende noch eine Maschine zu den ÖBB, die erst 1959 ausgeschieden wurde.
1910 beschaffte die Südbahn zwei Stück der Reihe 306, die von der Staatlichen Maschinenfabrik Budapest geliefert wurden.
Nach Übernahme der Südbahn durch den ungarischen Staat wurden sie zu den MÁV 225.901–02.
Bis Ende der 1940er Jahre waren sie in Nagykanizsa stationiert.
Erstere kam nach dem Zweiten Weltkrieg als 103.002 zu den JDŽ.